# Esperance (Soufrière)
Esperance es una localidad de Santa Lucía que forma parte del distrito de Soufrière.